# Audrieu
Audrieu település Franciaországban, Calvados megyében. Lakosainak száma 1156 fő (2022. január 1.). Audrieu Bucéels, Chouain, Condé-sur-Seulles, Cristot, Ducy-Sainte-Marguerite, Fontenay-le-Pesnel, Loucelles, Tilly-sur-Seulles és Thue et Mue községekkel határos.

## Népesség
A település népességének változása:
| Lakosok száma | 539  | 676  | 868  | 953  | 1030 | 1016 | 1046 | 1109 | 1125 | 1156 |
|               | 1968 | 1982 | 1990 | 2006 | 2013 | 2015 | 2017 | 2019 | 2020 | 2022 |